# Reino Unido de Portugal, Brasil y Algarbes
El Reino Unido de Portugal, Brasil y Algarbes fue un estado creado el 16 de diciembre de 1815 con la elevación del entonces Estado de Brasil (1549–1815) a la categoría de reino, unido al reino de Portugal y al de los Algarbes (su metrópoli soberana hasta entonces), como consecuencia del traslado de la corte portuguesa para el Brasil.
El Reino Unido de Portugal, Brasil y Algarbes tuvo sólo dos monarcas, María I (que era ya reina de Portugal antes de que se eleve al Brasil a la categoría de reino junto con Portugal) y Juan VI (que antes de que muriera su madre, la reina María I, ya gobernaba efectivamente como Príncipe regente). La primera capital del reino fue la ciudad de Río de Janeiro, aunque luego de la revolución liberal de Oporto (que cambió el régimen político del reino de una monarquía absolutista a una monarquía constitucional), la capital fue transferida de vuelta a Lisboa. Durante la vigencia del Reino Unido, fue a partir de sus capitales - primero Río y desde 1821 la ciudad de Lisboa - que se ejerció la soberanía de "Su Majestad Fidelísima" sobre todos los territorios europeos, americanos, africanos, asiáticos y oceánicos portugueses.

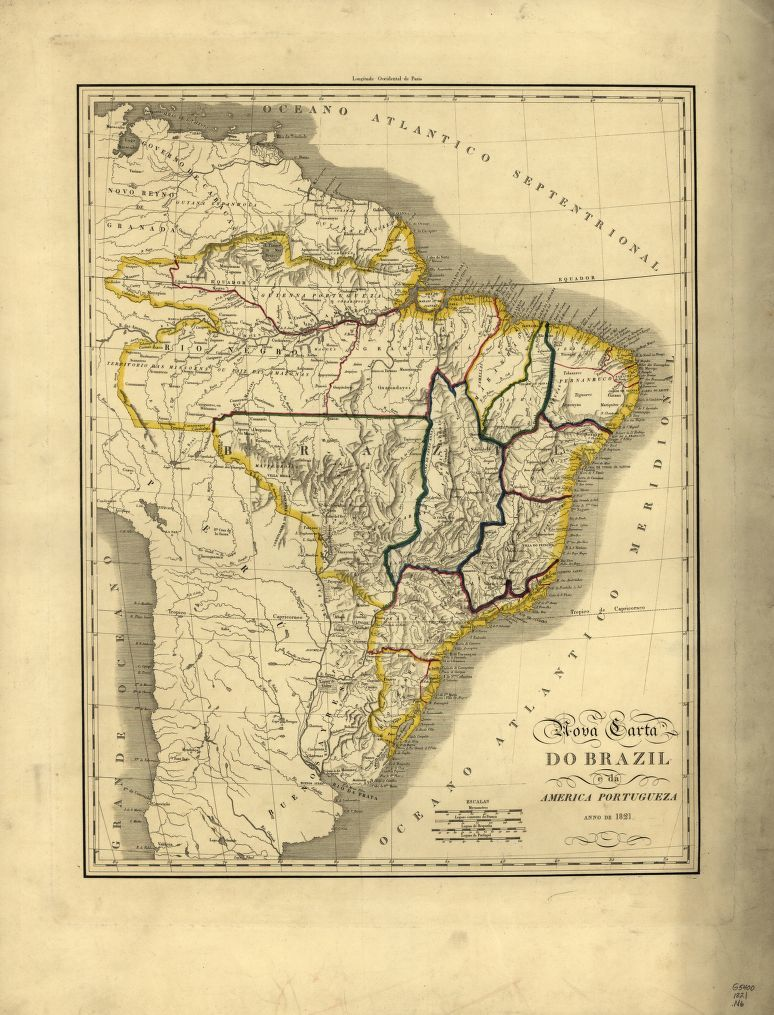
Este mapa de (1821) retrata la dimensión de Brasil en la época del Reino de Portugal, Brasil y Algarbes. Origen: Biblioteca Nacional de Portugal, República Portuguesa

El Brasil se separó unilateralmente del Reino Unido cuando se declaró su independencia, el 7 de septiembre de 1822 por el príncipe Pedro de Alcántara de Braganza, hijo de Juan VI. Pedro de Alcántara era el heredero del trono del Reino Unido y, como tal, tenía el título de Príncipe Real del Reino Unido de Portugal, Brasil y Algarbes. Se convertiría en el emperador Pedro I de Brasil y, más tarde, en el rey Pedro IV de Portugal. El Reino de Brasil, considerándose independiente desde 1822 y, por consiguiente, separado del Reino Unido, se convirtió en el Imperio del Brasil el 12 de octubre de 1822, con la coronación del emperador Pedro I, confirmada el 25 de marzo de 1824 con el otorgamiento de la Constitución. 
El recién formado gobierno brasileño no fue inmediatamente reconocido por el gobierno portugués que aún consideraba el Reino de Brasil como parte integrante del Reino Unido que consideraba a sus líderes como portugueses rebeldes que habían traicionado a la Nación Portuguesa. Además de eso, unas cuantas de las provincias del Brasil ((Cisplatina, Bahia, Piauí, Maranhão y Gran Pará) se mantenían aún leal al gobierno portugués. 
Luego de tres años de conflicto armado, el gobierno portugués finalmente reconoció la independencia de Brasil, por presión del Reino Unido de Gran Bretaña e Irlanda que consideraba que la separación de los dos estados resultaría en un debilitamiento de ambos facilitando la consolidación de su influencia y dominio comercial sobre ellos. El reconocimiento de la independencia fue consumado a través de la firma, el 29 de agosto de 1825, del Tratado de Amistad y Alianza entre Brasil y Portugal. En cambio del reconocimiento como estado soberano, el Brasil se comprometió a pagar a Portugal y Algarbes una compensación y firmar un tratado de comercio con el Reino Unido como indemnización por su mediación en el proceso de reconocimiento de la independencia.

## Historia

### Antecedentes
En 1634 Brasil había sido ya elevado a la categoría de principado, y ostentaba el título de príncipe de Brasil todo varón heredero directo al trono portugués, hasta 1743, fecha en que se incluyó a las princesas sucesoras.
Los príncipes del Brasil eran representados en América por un gobernador general hasta 1714, para ser estos definitivamente suplantados por virreyes del Brasil, conformando desde ese año el Principado-Virreinato del Brasil.

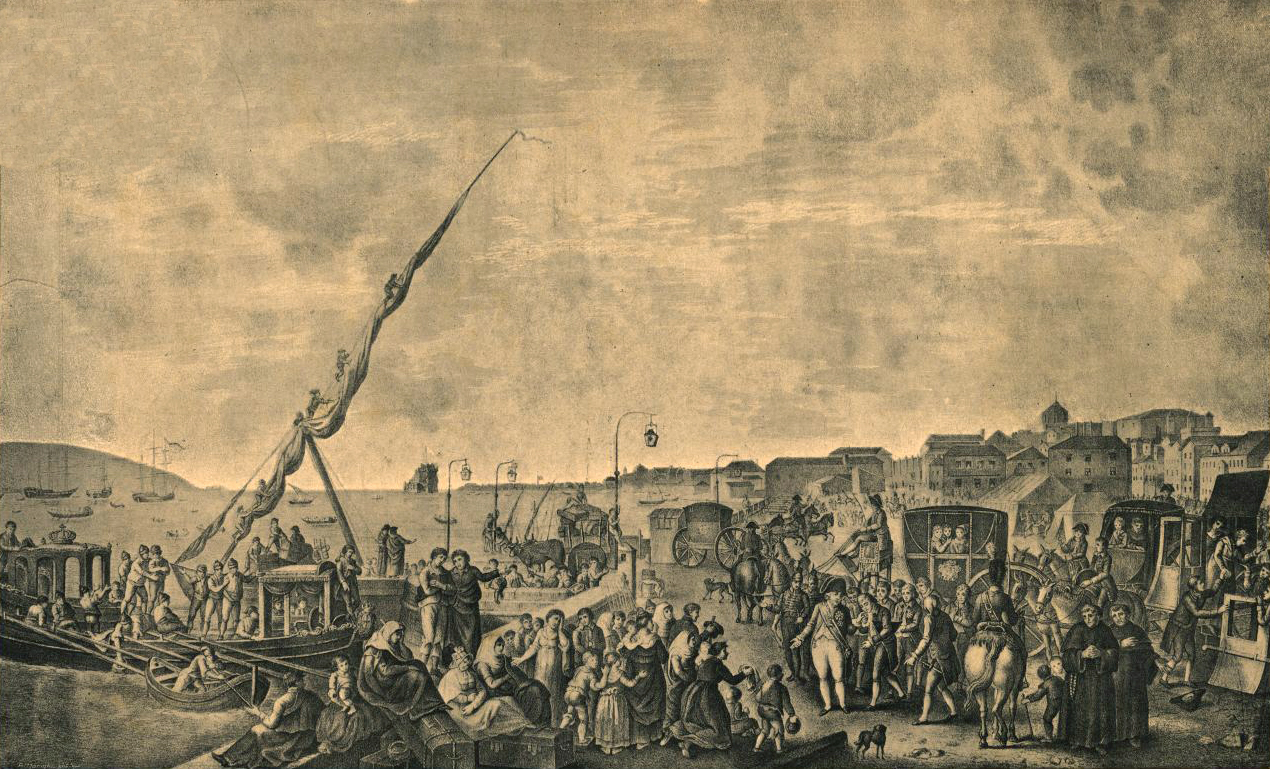
Embarque de la Corte de Portugal en el puerto de Lisboa el 13 de noviembre de 1807.

En 1807 por el tratado de Fontainebleau el reino español permitiría a las tropas de Napoleón Bonaparte avanzar por su territorio hasta Portugal, reino aliado y subsidiario de la Gran Bretaña. Todo esto con el supuesto fin de una ocupación conjunta de Portugal por España y Francia.
Aquello motivó que en 1808 la Corte portuguesa de los Braganza (o Bragança) migrase hacia Brasil y se instalara la capital del imperio en Río de Janeiro y reconociera fácticamente la preeminencia económica y política del Brasil entre sus posesiones —ya a fines de siglo XVIII era frecuente en Portugal decir "Portugal es una dependencia del Brasil"— elevándola el entonces príncipe regente Juan a la categoría nominal de reino al hasta entonces Principado-Virreinato del Brasil. 
Tras los acuerdos del Congreso de Viena en 1815, el Brasil quedó reconocido como reino por las potencias europeas de entonces, lo cual se refrendó al año siguiente, y su monarca era al mismo tiempo el rey de Portugal.

### Reino luso-brasileño

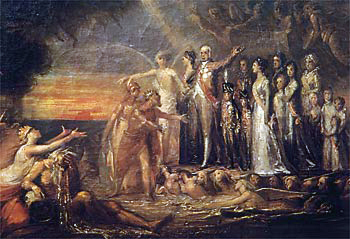
Alegoría de la llegada de Juan de Braganza al Brasil, el 23 de enero de 1808.

El 16 de diciembre de 1815 fue la creación institucional y jurídica del Reino Unido de Portugal, Brasil y Algarve, con capital en Río de Janeiro —y finalmente en Bahía—, aunque los Braganza mantenían nominalmente la capitalidad en Lisboa, y fue el primer monarca efectivo de este Estado Juan VI de Portugal, que si bien fuera príncipe regente de su madre, el 20 de marzo de 1816 asumió el trono por el fallecimiento de María I, y pasó a ser reconocido por las potencias europeas. Sin embargo, aunque empezó a gobernar como rey ese mismo día, su coronación efectiva tuvo que esperar hasta el 6 de febrero de 1818.

La mudanza de la corte al Brasil favoreció la integración y unificación de este, que, hasta entonces, se hallaba dividido en diversas colonias supeditadas a Lisboa.
 
Uno de los hechos más notables de este Estado fue la invasión y ocupación de la Banda Oriental en 1820, la cual fue anexada con el nombre de Provincia Cisplatina; en esta anexión, además de numerosos contingentes brasileños, participó un experimentado ejército de 5000 portugueses al mando del general Lecor.
Poco tiempo después de esto ocurrió en la ciudad portuguesa de Oporto una rebelión originada por dos factores principales: la preeminencia económica (a la vez que política y cultural) que estaba tomando el reino del Brasil y, sobre todo, la búsqueda liberal de establecer un sistema de gobierno del tipo monárquico constitucional. 

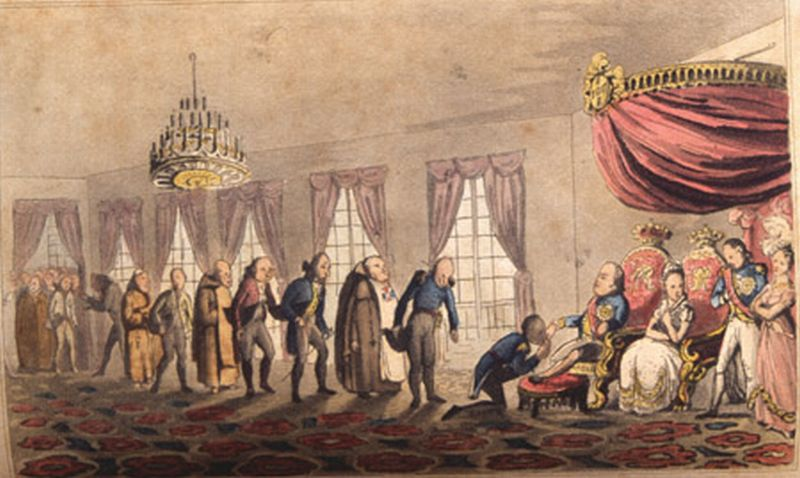
Registro de la ceremonia del besamanos en 1808, en la corte carioca de Juan de Braganza, una costumbre típica de la monarquía portuguesa.

La revolución de Oporto estuvo directa e inmediatamente inspirada en la española liderada por Rafael de Riego; los hechos ocurridos en Oporto tuvieron pronto eco en diversas provincias del Brasil: a principios de 1821 se formaron Juntas de Gobierno Constitucionalista en el Grão Pará, Bahía y Maranhão que se adhirieron a la revolución liberal portuguesa; por tal motivo Juan VI de Portugal (es decir el mismo Juan I del Reino Unido de Portugal, Brasil y Algarve) aceptó la Constitución y decidió retornar a Lisboa en abril de ese mismo año, al ser requerido en Portugal, y dejó como regente a su hijo Pedro. Con este quedó en Brasil una gran parte de la nobleza, los administradores y legistas portugueses.
Es así que en 1821 una línea de los Braganza retornó a reinar a Portugal. Esto provocó que los diputados brasileños se apartaran del gobierno lisboeta y afirmaran la sede monárquica en Río de Janeiro; de este modo, la línea de los Braganza que se mantuvo en América fue la que rigió al Imperio del Brasil, Estado que fue declarado el 7 de septiembre de 1822, fecha de la independencia de Brasil y de disolución del Reino Unido de Portugal, Brasil y Algarve (reconocida por Portugal en el Tratado de Río de Janeiro del 29 de agosto de 1825), que tuvo como primer monarca al hijo de Juan I: Pedro IV de Portugal que pasó a ser Pedro I de Brasil. El control sobre la Provincia Cisplatina persistió en litigio casi hasta 1825.

### Extensión territorial
En cuanto a su dimensión territorial, el Reino Unido de Portugal, Brasil y Algarve fue uno de los Estados más extensos de su época ya que abarcaba casi todo el actual Brasil —sin Acre ni los territorios paraguayos anexionados en 1870— pero con el sudoeste de la Banda Oriental hasta el territorio montevideano en 1816 y toda la Provincia Cisplatina desde 1821 (hoy Uruguay) y, hasta 1819 con toda la Guayana Francesa —de la cual luego Brasil retuvo Amapá— además, todo el actual territorio de Portugal (estando Olivenza desde entonces disputada a España), y las dependencias y colonias de: Cabo Verde, Guinea-Bisáu, Cabinda, Angola, Mozambique, Santo Tomé y Príncipe, Damán, Goa, Diu, Timor —aún no había quedado claramente dividida esta isla entre neerlandeses y portugueses— la isla de Flores y Macao, llegando las reclamaciones territoriales y las posesiones de tal estado a incluir otras zonas costeras de África —especialmente entre los ríos Senegal y el Ogoue— donde se encontraban las factorías de San Juan Bautista de Ajudá y Ziguinchor o, en la vertiente del Océano Índico, Monomotapa en el actual Zimbabue, mientras que en la Insulindia mantenía aún ciertas pretensiones sobre la Península de Malaca, las islas Molucas y las costas occidentales de Nueva Guinea.